# Бариев сулфат
Бариевият сулфат е химично съединение между бариев катион и сулфатен анион с химична формула BaSO4. Получава се при взаимодействието на Бариев сулфид и метален сулфат например:
BaS + ZnSO4 ↔ ZnS + BaSO4
или при взаимодействието на сярна киселина с бариев дихлорид.
H2SO4 + BaCl2 → BaSO4↓ + 2HCl
Неразтворим е във вода(разтворимостта при 20 °С е  0.2448 mg/100 mL) и се отдела под формата на бяла утайка.
Молекулната му маса е 233,39 g/mol.
Използва се в медицината за рентгенов контраст.